# O Libertino (2004)
The Libertine (O Libertino, no Brasil e em Portugal) é um filme australo-britano-estadunidense de 2004, do gênero drama histórico-biográfico, dirigido por Laurence Dunmore, com roteiro de Stephen Jeffrey baseado em sua peça teatral The Libertine.
Conta a história de John Wilmot, o segundo Conde de Rochester, um notório boêmio e poeta libertino da corte de Charles II da Inglaterra.

## Elenco
- Johnny Depp — John Wilmot, 2.º Conde de Rochester
- John Malkovich — Rei Charles II
- Samantha Morton — Elizabeth Barry
- Rosamund Pike — Elizabeth Malet
- Tom Hollander — George Etherege
- Johnny Vegas — Charles Sackville, 6.º Conde de Dorset
- Richard Coyle — Alcock
- Rupert Friend — Billy Downs
- Kelly Reilly  — Jane
- Jack Davenport